# Porogadus trichiurus
Porogadus trichiurus is een straalvinnige vissensoort uit de familie van naaldvissen (Ophidiidae). De wetenschappelijke naam van de soort is voor het eerst geldig gepubliceerd in 1890 door Alcock.